# フレッド・ダインネージ
フレデリック・エドガー・ダインネージ（Frederick Edgar Dinenage）MBE（1942年6月8日 - ）はイギリスの作家で、かつてはニュースキャスターやテレビ司会者として活動していた。
テレビでのキャリアは60年近くに及び、長期にわたる子供向け番組『ハウ』や南イングランドのITVの地域番組なども含まれていた。ニュースアンカーを38年間務めた後、2021年12月16日にITVメリディアンを退職した。

## 初期の人生と教育
バーミンガムで生まれる。ポーツマス・グラマー・スクール（ダインネージが通っていた当時は州立グラマースクールであり、後に独立した学校になった）で教育を受けた。

## キャリア
ダインネージは、『テル・ザ・トゥルース』、『ハウ』、その後継の『ハウ2』、BBCのクイズ番組『パス・ザ・バック』、『ガンビット』（アングリア制作）など、多くのイギリスのテレビ番組（その多くは、サザン・テレビジョン、その後継のTVS及びメリディアン・ブロードキャスティングによって制作された）のプレゼンターとして出演している。

### ニュースアンカー
1964年にサザン・テレビジョンで、女優のダイアン・キーンや将来のテレビプロデューサーのブリット・オールクロフトと共に、部分的にネットワーク化された子供向け番組『スリー・ゴー・ラウンド（Three Go Round）』のプレゼンターとしてキャリアをスタートさせた。
後に同局のローカルニュースマガジン番組『デイ・バイ・デイ（Day By Day）』に移り、司会やリポーターを務めた。後年、スポーツ報道に専念し、同番組の毎週の特集「サウス・スポーツ（South Sport）」のホストを務めた。
1982年1月にサザンからTVSに移籍し、主にスポーツプレゼンター及びリポーターとして『コースト・トゥ・コースト』、『スポーツショー（Sportshow）』、『ザ・サタデー・マッチ（The Saturday Match）』に取り組んだ。翌年、ハリド・アジズ（Khalid Aziz）から『コースト・トゥ・コースト』南部版のメインアンカーを引き継ぎ、クリストファー・ピーコック（Christopher Peacock）、ファーン・ブリットン、ファーン・ブリットン、マイ・デイヴィスと共同でプレゼンターを務めた。
TVSがそのフランチャイズを失った後、メリディアンに留まり、『メリディアン・トゥナイト（Meridian Tonight）』やその他のニュース以外の地域番組の南部版のアンカーとして起用された。ダインネージの共同アンカーには、デビー・スローワー（Debbie Thrower）、ナターシャ・カプリンスキー、ジェーン・ワイアット（Jane Wyatt）、サンギータ・バブラが含まれていた。
2021年10月、南イングランドで38年間ニュースアンカーを務めたダインネージがITVを退職することが発表された。ダインネージの『ITVニュース メリディアン（ITV News Meridian）』最終版は、同年12月16日に放映された。

### その他の仕事
1970年代後半に、ヨークシャー・テレビジョンの地域スポーツを報道する短い期間を過ごした。また、ネットワーク化されたITVの土曜日午後の番組『ワールド・オブ・スポーツ』の司会代行として出演したことにより、子供向けの土曜日の番組「ティスワズ」に出演することになった。彼はまた、サウサンプトンの地方紙「サザン・デイリー・エコー」の雑誌に週刊コラムを掲載している。
テレビでのキャリアと並行して、いくつかの事実に基づいた本を書いており、クレイ兄弟の自伝「マイ・ストーリー」や「アワ・ストーリー」に関するゴースティングも含まれている。ダインネージは熱心なサッカーファンで、1998年から2007年までポーツマスの理事会に所属していた。2002年に放映されたITVのゲーム番組『Never Had It So Good』でチームキャプテンを務めた。また、鉄道映画会社「ビデオ125（Video 125）」の「ドライバーズ・アイ・ビューズ（Driver's Eye Views）」のナレーションを務めた。
2014年2月、ITVのリポーター及びプレゼンターとしての50周年を祝い、今後も放送を続けたいと表明した。『フレッド・ダインネージ:殺人事件簿（Fred Dinenage: Murder Casebook）』は、20世紀の殺人事件に関する犯罪ドキュメンタリーシリーズで、2011年にクライム&インベスティゲーション・ネットワークで初めて放送された。また、2017年以来、ピック（Pick）の『モスト・イービル・キラーズ』のナレーションも担当している。
2010年の女王誕生記念叙勲で、放送への貢献により大英帝国勲章（MBE）のメンバーに任命された。
2020年10月16日、ヴィック・ホープ、サム・ホームウッド（Sam Homewood）、フランキー・ヴー（Frankie Vu）と共に、ディネナージが『ハウ』の新シリーズに出演することが発表された。1年後の2021年12月、ダインネージはITVメリディアンからの引退を発表し、60年近く続いたキャリアに終止符を打った。

## 家族
次女のキャロライン・ダインネージ（1971年生まれ）は、ゴスポートの保守党議員（2010年の総選挙で選出）である。
彼女はまた、2020年2月から2021年9月までの間、デジタル・文化大臣を務めた。